# Gaetano Fidanzati
Gaetano Fidanzati detto Don Tanino (Palermo, 6 settembre 1935 – Milano, 5 ottobre 2013) è stato un mafioso italiano, boss dell'Arenella-Acquasanta.
Fino all'arresto avvenuto nel 2009, era ricercato per associazione a delinquere di tipo mafioso, estorsione ed altro, ed incluso nell'Elenco dei trenta latitanti più pericolosi d'Italia.

## Biografia
Insieme ai fratelli Antonino, Carlo e Stefano, era vicino a Gerlando Alberti e a Giuseppe Bono e da sempre ai vertici dello schieramento dei corleonesi in Cosa nostra. Fu tra i primi a capire l'importanza di colonizzare l'Italia settentrionale e soprattutto Milano, protagonista della triangolazione tra cosa nostra siciliana, cosa nostra americana, i clan della camorra napoletana e i narcos colombiani. Il 17 giugno 1970 a Milano in via Romilli, venne fermato ad un posto di blocco: viaggiava in auto con Tommaso Buscetta, Salvatore Greco (cicchiteddu), Giuseppe Calderone, Gaetano Badalamenti, Gerlando Alberti. Da ciò si capì per la prima volta di che calibro fosse la sua appartenenza a Cosa nostra.
Nel 1970 venne sorpreso ed arrestato a Castelfranco Veneto, in provincia di Treviso, mentre stava per mettere a segno insieme ad altri mafiosi spedizione punitiva contro Giuseppe Sirchia, vice del boss Michele Cavataio. Finisce una prima volta al soggiorno obbligato ma nel giro di qualche mese è di nuovo latitante.
Nel 1981 fu arrestato nella sua villa bunker di via Martiri della Resistenza ad Assago. Nel carcere di Novara offrì 350 milioni di lire ad alcuni co-detenuti napoletani per assassinare Salvatore Contorno, che venne informato di tale piano dal giudice Giovanni Falcone ed iniziò a collaborare con lui.
Il 14 febbraio 1983 fu tra i destinatari dei mandati di cattura per associazione mafiosa del blitz di San Valentino, coordinato dai sostituti procuratori Francesco Di Maggio e Piercamillo Davigo. Da queste accuse, insieme ai fratelli Bono, a Ugo Martello e agli imprenditori Antonio Virgilio e Luigi Monti, ne uscì in Cassazione.
Nel 1984 dopo le rivelazioni dei pentiti Buscetta e Contorno (che lo indicarono quale "uomo d'onore" della "famiglia" di Bolognetta) fu raggiunto da un mandato di cattura per associazione mafiosa e traffico di droga e condannato a 12 anni di reclusione nel primo maxi-processo alla mafia. Alla fine del 1987, dopo aver ottenuto la libertà per scadenza dei termini, Fidanzati divenne latitante e si trasferì in Sud America, dove strinse accordi con i narcos colombiani per il traffico di cocaina. Nel febbraio 1990, dopo tre anni di latitanza, fu arrestato in Argentina dalla polizia locale.
Venne condannato a 3 anni di reclusione per aver utilizzato documenti falsi per entrare nel Paese. Giovanni Falcone andò a interrogarlo, ma il boss si limitò ad affermare di essere un perseguitato politico. Il 18 aprile 1993 fu estradato dall'Argentina ed il 17 giugno del 1998 fu condannato a sei anni per traffico di droga nell'ambito del processo veneto alla mafia del Brenta. Nel 2003, in seguito all'evasione dagli arresti domiciliari, fu arrestato dai Carabinieri della Stazione Falde e rinchiuso all'Ucciardone. Il 16 ottobre fu di nuovo scarcerato in seguito alla disposizione dei domiciliari a Palermo per motivi di salute. Il 27 gennaio del 2004 fu di nuovo incarcerato per dare esecuzione alla condanna a 6 anni inflitta nell'ambito dell'inchiesta sulla mafia del Brenta.
Il 19 maggio 2006 dopo essere stato scarcerato, fu di nuovo rinchiuso nel carcere Pagliarelli di Palermo su mandato del tribunale di sorveglianza di Napoli per scontare un anno di affidamento in una casa lavoro. Il 25 ottobre 2008 cinque persone furono arrestate a Palermo per l'uccisione a bastonate di Giovanni Bucaro con il quale la figlia di Gaetano Fidanzati, Loredana, aveva avuto una relazione. Il mandante dell'omicidio sarebbe proprio Gaetano Fidanzati che però da quel momento diventa irreperibile. Nel dicembre 2008 Fidanzati venne condannato nell'ambito dell'Operazione Perseo. È nuovamente arrestato il 5 dicembre 2009 in via Marghera a Milano mentre è in compagnia del cognato. È scomparso a Milano nel 2013 all'età di 78 anni.